# Лесная (шахта, Львовуголь)

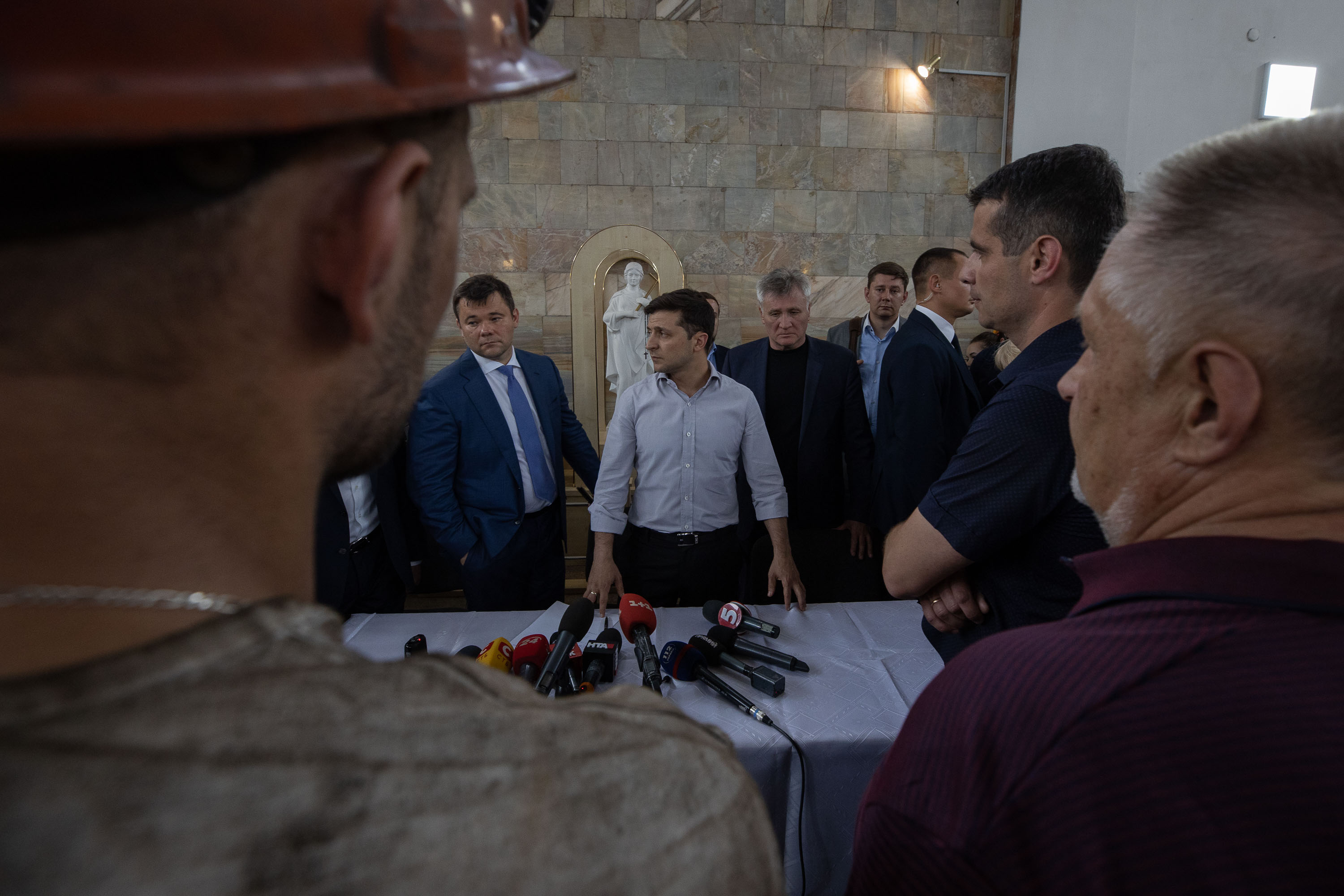
Посещение президента Зеленского в шахту "Лесная"

Государственное открытое акционерное общество «Шахта „Лесная“» — угольная шахта во Львовско-Волынском угольном бассейне. Входит в Производственное объединение Государственное коммунальное хозяйство «Львовуголь».
Прежнее название — Великомостовская № 6.
Фактическая добыча угля — 1489/973 тонн в сутки (соответственно 1990 и 1999 годы). В 2003 году добыто 120 тысяч тонн угля. Максимальная глубина — 515 м (1998). Протяжённость подземных забоев — 51,2/42,4 км (1990/1999). Разрабатывает пласты n8в, n7н мощностью 0,71—2,15 м с углами падения 2—6о.
Количество очистных забоев — 3/2, подготовительных — 6/3 (1990/1999).
Количество работающих: 1200/1200 человек, из них подземных — 888/799 человек (1990/1999).

## Аварии
29 мая 2019 года 2 шахтера погибли из-за обвала породына шахте "Лесная". Авария произошла через час после начала ночной смены. Оба шахтера были родом из Шептицкого. 29 мая в городе был объявлен траур. Владимир Зеленский созвал заседание СНБО, чтобы обсудить проблемы в угольной отрасли в связи с аварией. 

## Адрес
80080, село Селец, Шептицкий район, Львовская область, Украина.